# Dorge Kouemaha
Dorge Kouemaha (Loum, 28 juni 1983) is een Kameroense profvoetballer.
Gedurende zijn jeugd speelde Kouemaha bij Lumière de Banka en Diap Banja.
In het seizoen 2004 vertrok hij naar de Kameroense eersteklasser Victoria United de Limbé. Dat seizoen werd hij topschutter van Kameroen en werd bovendien verkozen tot grootste belofte.
De Griekse eersteklasser Aris Thessaloniki haalde tijdens de winterstop van het seizoen 2004/2005 de Kameroener naar Griekenland.
Doch aan het eind van het seizoen daalde Thessaloniki naar de Griekse tweede klasse.
De Kameroener zocht een nieuwe club in Europa en vond een onderkomen bij de Hongaarse neo-eersteklasser FC Tatabánya. Tijdens zijn eerste seizoen in Hongarije scoorde Kouemaha twaalf doelpunten en wekte hij de interesse van de toenmalige regerende kampioen Debreceni VSC. Ondanks de dertien doelpunten (hiermee werd hij vice-topschutter) van Kouemaha lukte het Debrecen niet om voor de vierde opeenvolgende maal kampioen te spelen. VSC Debrecen werd vice-kampioen, maar won wel de nationale beker.
In 2008 tekende de Kameroenese aanvaller een contract bij de Duitse tweedeklasser MSV Duisburg. In zijn eerste jaar scoorde hij veertien doelpunten, waaronder een hattrick tegen TSV 1860 München.
Vlak voor het sluiten van de zomertransferperiode van het seizoen 2009/10 tekende hij een driejarig contract bij Club Brugge. Op 13 september 2009 maakte hij zijn officiële debuut tegen Racing Genk. Een week later scoorde hij in de slotfase tegen Westerlo zijn eerste doelpunt in Brugse loondienst.
Op 5 november scoorde hij in de Europa League twee keer in de gewonnen wedstrijd tegen Partizan Belgrado (2-4). In zijn eerste seizoen scoorde hij 16 keer in de competitie en maakte 2 Europese goals. Het seizoen 2010-2011 verliep heel wat moeilijker voor Kouemaha: slechts 3 keer kwam hij tot scoren in de competitie. Op het einde van het seizoen werd daarom beslist dat hij mocht vertrekken naar een ander team.
Club Brugge bereikte op 29 juni een principeakkoord met FC Kaiserslautern over een tijdelijke overgang van de Kameroener die voor één jaar werd verhuurd aan de Bundesligaclub.

## Statistieken
| Seizoen | Club                  | Land                 | Competitie             | Competitie | Competitie | Beker | Beker | Internationaal | Internationaal | Totaal | Totaal |
| Seizoen | Club                  | Land                 | Competitie             | Wed.       | Dlp.       | Wed.  | Dlp.  | Wed.           | Dlp.           | Wed.   | Dlp.   |
| ------- | --------------------- | -------------------- | ---------------------- | ---------- | ---------- | ----- | ----- | -------------- | -------------- | ------ | ------ |
| 2004/05 | Aris FC               | Vlag van Griekenland | Super League           | 13         | 1          | 6     | 2     | —              | —              | 19     | 3      |
| 2005/06 | FC Tatabánya          | Vlag van Hongarije   | Magyar Labdarúgó Liga  | 8          | 2          | 0     | 0     | —              | —              | 8      | 2      |
| 2006/07 | FC Tatabánya          | Vlag van Hongarije   | Magyar Labdarúgó Liga  | 25         | 12         | 0     | 0     | —              | —              | 25     | 12     |
| 2007/08 | Debreceni VSC         | Vlag van Hongarije   | Magyar Labdarúgó Liga  | 27         | 13         | 1     | 3     | 2              | 0              | 30     | 16     |
| 2008/09 | MSV Duisburg          | Vlag van Duitsland   | 2. Bundesliga          | 31         | 14         | 2     | 1     | —              | —              | 33     | 15     |
| 2009/10 | MSV Duisburg          | Vlag van Duitsland   | 2. Bundesliga          | 3          | 1          | 1     | 0     | —              | —              | 4      | 1      |
| 2009/10 | Club Brugge           | Vlag van België      | Jupiler Pro League     | 33         | 16         | 2     | 1     | 6              | 3              | 41     | 20     |
| 2010/11 | Club Brugge           | Vlag van België      | Jupiler Pro League     | 33         | 3          | 2     | 2     | 6              | 2              | 41     | 7      |
| 2011/12 | → FC Kaiserslautern   | Vlag van Duitsland   | Bundesliga             | 17         | 2          | 3     | 0     | —              | —              | 20     | 2      |
| 2012/13 | → Eintracht Frankfurt | Vlag van Duitsland   | Bundesliga             | 2          | 0          | 0     | 0     | —              | —              | 2      | 0      |
| 2012/13 | → Gaziantepspor       | Vlag van Turkije     | Süper Lig              | 15         | 5          | 0     | 0     | —              | —              | 15     | 5      |
| 2013/14 | Adana Demirspor       | Vlag van Turkije     | TFF 1. Lig             | 31         | 9          | 1     | 1     | —              | —              | 32     | 10     |
| 2014/15 | Lierse SK             | Vlag van België      | Jupiler Pro League     | 8          | 2          | 0     | 0     | —              | —              | 8      | 2      |
| 2014/15 | → Denizlispor         | Vlag van Turkije     | TFF 1. Lig             | 11         | 2          | 0     | 0     | —              | —              | 11     | 2      |
| 2015/16 | Foolad FC             | Vlag van Iran        | Iran Pro League        | 13         | 0          | 0     | 0     | —              | —              | 13     | 0      |
| 2016/17 | RFCB Sprimont         | Vlag van België      | Eerste klasse amateurs | 10         | 6          | 0     | 0     | —              | —              | 10     | 6      |
| Totaal  | Totaal                | Totaal               | Totaal                 | 280        | 88         | 18    | 10    | 14             | 5              | 312    | 103    |